# Хайдушка песен (хижа)
Хижа „Хайдушка песен“ се намира в полите на Стара Планина, на надморска височина 913 м, в подножието на резерват „Козя стена“. Намира се на 4 км от прочутите лековити минерални извори на балканското село Чифлик.
Хижата се стопанисва от ТД „Балканска звезда“ – с. Чифлик.

## Съседни обекти
| Изходни точки   | Изходни точки |
| --------------- | ------------- |
| Село Чифлик     | 1,30 ч.       |
| Хижи            |               |
| Хижа Козя стена | 2,30 ч.       |
| Хижа Ехо        | 4,30 ч.       |
| Други           |               |
| Беклемето       | 1,30 ч.       |